# Lins Airport
Lins Airport är en flygplats i Brasilien.   Den ligger i kommunen Lins och delstaten São Paulo, i den södra delen av landet, 700 km söder om huvudstaden Brasília. Lins Airport ligger 474 meter över havet.
Terrängen runt Lins Airport är platt. Närmaste större samhälle är Lins, 2,0 km sydväst om Lins Airport.
Omgivningarna runt Lins Airport är huvudsakligen savann. Runt Lins Airport är det ganska glesbefolkat, med 26 invånare per kvadratkilometer.